# کریستوفر ایگن
کریستوفر ایگن (انگلیسی: Christopher Egan؛ زادهٔ ۲۹ ژوئن ۱۹۸۴) یک هنرپیشه اهل استرالیا است.
از فیلم‌ها یا برنامه‌های تلویزیونی که وی در آن نقش داشته‌است می‌توان به رزیدنت ایول: انقراض، اراگون، نامه‌هایی به ژولیت و خانه و دوری اشاره کرد.